# Леприкон 6: Повратак у гето
Леприкон 6: Повратак у гето (енгл. Leprechaun 6: Back 2 Tha Hood) је амерички комични хорор филм из 2003. године, режисера Стивена Ајромлуија, наставак филма Леприкон 5: У гету, са Ворвиком Дејвисом, Тајжи Милер, Лазом Алонсом и Пејџ Кенеди у главним улогама. Ово је последњи филм у серијалу у коме је Ворвик Дејвис тумачио насловну улогу.
Филм је објављен непосредно на видео 30. децембра 2003, у дистрибуцији продукцијске куће Lionsgate. Добио је негативне критике, али се сматра напретком у односу на претходни наставак. С друге стране, часопис Entertainment Weekly прогласио га је „најгорим филмским наставком свих времена”.
Године 2014. објављен је нови део, Леприкон 7: Порекло, који није имао никакве везе са претходним филмовима из серијала. 

## Радња
Четворо пријатеља, Емили Вудроу, Рори Џексон, Џејми Дејвис и Лиса Данкан, проналазе ковчег пун златних новчића. Међутим, убрзо добијају упозорење од пророчице Есмералде, која им предвиђа да уколико не врате злато, суочиће се са опасним и злим Леприконом.

## Улоге
| Глумац           | Улога               |
| ---------------- | ------------------- |
| Ворвик Дејвис    | Леприкон            |
| Тајжи Милер      | Емили Вудроу        |
| Лаз Алонсо       | Рори Џексон         |
| Пејџ Кенеди      | Џејми Дејвис        |
| Шери Џексон      | Лиса Данкан         |
| Донзали Абернати | Есмералда           |
| Шик Махмуд-Бег   | Брин Ли Вотсон      |
| Стики Фингаз     | Седрик              |
| Киша Шарп        | Шанел               |
| Соња Еди         | Јоланда             |
| Бо Билингслеа    | полицајац Томпсон   |
| Крис Мари        | полицајац Вајтејкер |
| Викилин Ренолдс  | Дорија              |
| Вили Карпентер   | отац Џејкоб         |